# Зехам
Зехам (нем. Seeham) — община (нем. Gemeinde) в Австрии, в федеральной земле Зальцбург. 
Входит в состав округа Зальцбург-Умгебунг.  Население составляет 1729 человек (на 31 декабря 2005 года). Занимает площадь 10,38 км². Официальный код  —  50 332.

## Политическая ситуация
Бургомистр общины — Маттиас Хеметсбергер (АНП) по результатам выборов 2004 года.
Совет представителей общины (нем. Gemeinderat) состоит из 17 мест.
- АНП занимает 12 мест.
- СДПА занимает 3 места.
- Партия FDS  (Freie Demokraten Seeham) занимает 2 места.

## Персоналии
- Швейдлер, Эгон фон (1873—1948) —австрийским физик, академик.